# Інфлятон
Інфлятон — назва гіпотетичної частинки-носія інфлятонного поля — скалярного поля, необхідного для пояснення інфляції — стадії початкової еволюції Всесвіту (10−35 — 10−34 c), під час якої масштабний фактор a(t) експоненціально швидко зростав.
Згідно з однією з гіпотез роль інфляційного поля може грати поле Гіггса, а інфлятона відповідно — бозон Хігса.